# Малий Антібес
Малий Анті́́бес (рос. Малый Антибес) — село у складі Маріїнського округу Кемеровської області, Росія.

## Населення
Населення — 238 осіб (2010; 274 у 2002).
Національний склад (станом на 2002 рік):
- росіяни — 94 %